# عبد الباقي عبد الله النوري
عبد الباقي عبد الله محمد النوري ، مواليد دولة الكويت (1929 - 2010)  نائب سابق في مجلس الأمة الكويتي ، خاض انتخابات مجلس الأمة الكويتي 1963 في الدائرة السادسة ، وحصل على 616 صوت وحل بالمركز الثالث وفاز بالانتخابات  ، وشارك في انتخابات مجلس الأمة الكويتي 1967 في الدائرة السادسة، وحصل على 244 صوت وحل بالمركز الحادي عشر وخسر بالانتخابات.

## المناصب والعضويات
- عضوية مجلس الأمة للفصل التشريعي الأول.
- أميناً للسر في المجلس.
- مقرراً للجنة المالية.
- أمين سر للشعبة البرلمانية.
- رئيس مجلس إدارة شركة المواصلات الكويتية (وهي الشركة العامة لنقل الركاب حالياً).
- تأسيس مصنع البطاريات.
- تاسيس شركة اسمنت الكويت.
- تاسيس مصنع المنظفات الكيماوية
- تاسيس محجر الأحمدي.
- رئيس مجلس إدارة وعضو منتدب لشركة صناعات الكيماويات البترولية (PIC) في الكويت.
- تأسيس شركة الخليج لصناعة البتروكيماويات في البحرين.
- عضوية مجلس إدارة مؤسسة البترول الكويتية.
- عضوية لجنة تنمية الصناعات ممثلا غرفة تجارة وصناعة الكويت.
- رئاسة مجلس إدارة الاتحاد العربي لمنتجي الأسمدة الكيماوية.
- ساهم في تأسيس ورئاسة مجلس إدارة المنظمة العالمية لصناعة الأسمدة.
- رئاسة مجلس إدارة الشركة التركية العربية للأسمدة الكيماوية.
- نائب رئيس مجلس إدارة الشركة الصينية العربية للأسمدة، وشركة الخليج لصناعة البتروكيماويات.
- أحد المساهمين في تأسيس جمعية المعلمين، وكان رئيس لجنة تأسيسها.
- أحد المساهمين في تأسيس جمعية الشيخ عبد الله النوري الخيرية.
- رئاسته لمجلس إدارة شركة مؤسسة النوري التعليمية (لإدارة المدارس الأهلية ).
- رئيس مجلس إدارة الاتحاد الكويتي لأصحاب المدارس الخاصة والمعاهد الثقافية.
- عضو مجلس إدارة غرفة تجارة وصناعة الكويت.
- عضو مجلس إدارة الجمعية الكويتية لمساعدة الطلبة (جمعية خيرية).
- نائب رئيس مجلس إدارة البنك التونسي الكويتي للتنمية.